# منزل عبد الرحمان
منزل عبد الرحمان (به عربی: منزل عبد الرحمان) یک منطقهٔ مسکونی در تونس است که در استان بنزرت واقع شده‌است. منزل عبد الرحمان ۱۹٬۰۷۸ نفر جمعیت دارد.